# 38–40 Sinclair Street

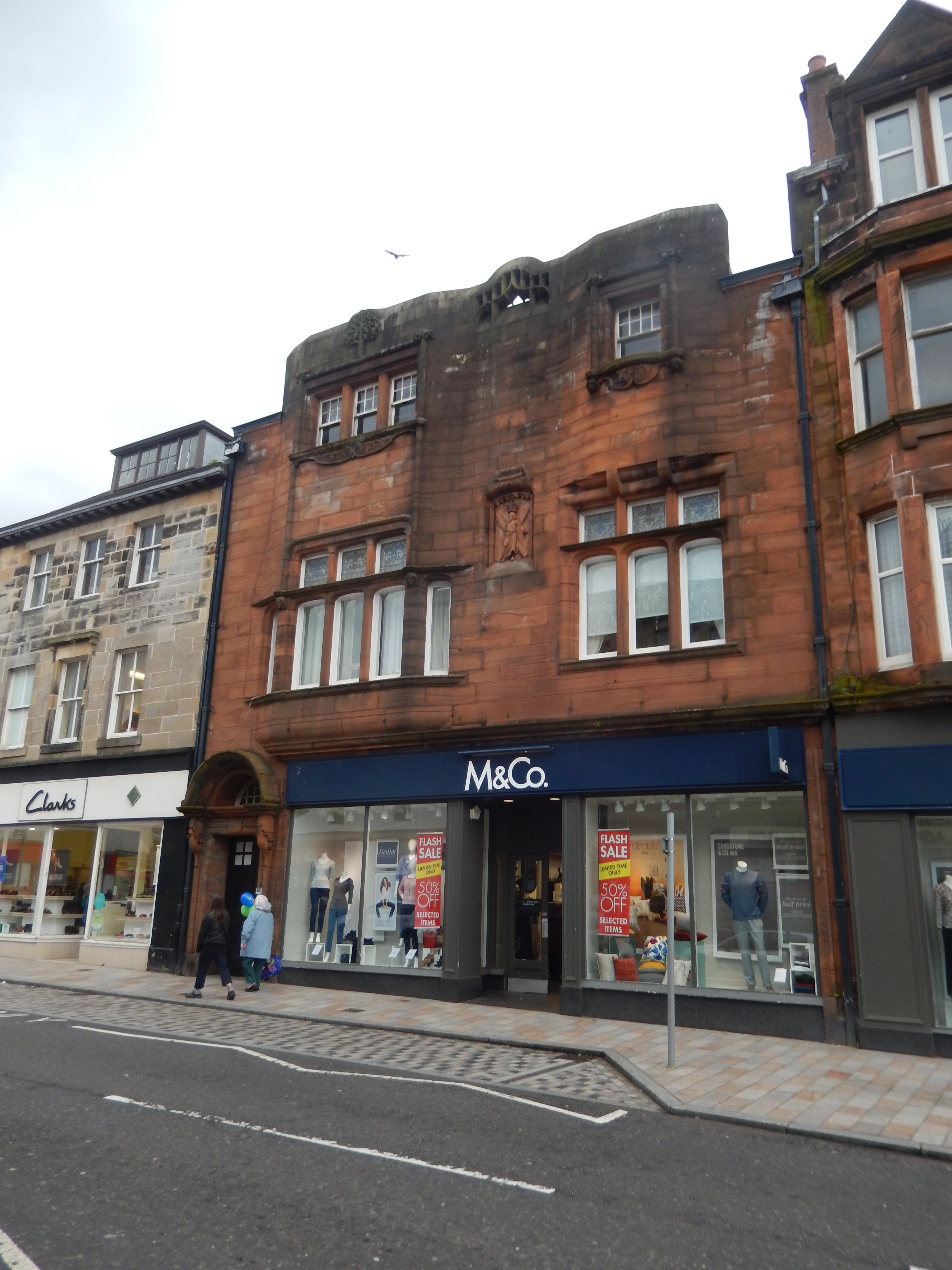
38–40 Sinclair Street

Unter der Adresse 38–40 Sinclair Street in der schottischen Stadt Helensburgh befindet sich ein Wohngebäude. Das Gebäude liegt im Süden der Stadt nahe dem Hauptbahnhof von Helensburgh unweit der Firth-of-Clyde-Küste. 1992 wurde das Gebäude in die schottischen Denkmallisten in der höchsten Kategorie A aufgenommen.

## Geschichte
Mit dem Bau wurde 1894 begonnen. Für die Planung war das renommierte Architekturbüro Honeyman and Keppie verantwortlich. Anhand der Gestaltung erscheint es wahrscheinlich, dass an der Planung der schottische Architekt Charles Rennie Mackintosh beteiligt war, der zu dieser Zeit Mitarbeiter von Honeyman and Keppie war. Ebenerdig befinden sich zwei Ladenlokale in dem im Dezember 1895 eröffnet Haus, welcher zur Finanzierung durch Mieteinnahmen eingerichtet wurden. Diese dienten der Nutzung des Obergeschosses als Vereinsräume des Gareloch Conservative Clubs. Ferner befanden sich ein Lese- und Raucherraum sowie ein Saal für öffentliche Veranstaltungen im ersten Stockwerk. Heute sind dort Wohnungen zu finden. In der Mansarde waren ein Billardzimmer sowie die Räumlichkeiten des Hausmeisters untergebracht. 2010 wurde das Gebäude im Register gefährdeter denkmalgeschützter Bauwerke gelistet. Bei Begehungen wurde insbesondere der sich potentiell verschlechternde Zustand der beiden Obergeschosse erwähnt, die zu diesem Zeitpunkt seit mehreren Jahren unbewohnt waren. Das Erdgeschoss ist durch Ladengeschäfte genutzt und die Gesamtgefährdung des Gebäudes wird als eher gering eingestuft.